# Germaine Épierre
Germaine Épierre, née le 29 mai 1908 à Genève et morte dans la même ville le 20 avril 1997, est une actrice et adaptatrice suisse de théâtre, télévision et radio.

## Biographie
Germaine Épierre est née Yvonne Germaine Perret d'une mère célibataire. Son père, Édouard, de famille bourgeoise neuchâteloise, finit par reconnaître l'enfant, mais sa mère se mariera avec Jules Schwytzgebel, patronyme qui lui restera tout au long de sa scolarité.
La fillette devait s'acquitter de toutes les tâches du ménage et du commerce de sa mère, dont la voix la promettait à une carrière de chanteuse que la mort interrompit. Germaine avait alors dix-neuf ans. Se destinant à l'horticulture (enseignement alors réservé aux garçons) ou au métier d'infirmière, elle est toutefois inscrite au cours de diction du Conservatoire par Odette Lemaître, femme de pasteur, qui organisait chez elle des soirées où se produisaient des artistes. Germaine y tenait souvent des rôles ou créait des saynètes. C'est ainsi qu'elle rencontra Louis Roll, instituteur, qu'elle épouse en 1929. En 1930 naît sa fille Christiane.
Germaine participe aux premières émissions radiophoniques et contribue à L'Heure des Enfants de Tante Françoise à Radio-Genève. Au Conservatoire de Genève, elle obtient un Premier Prix d'art dramatique, un diplôme de capacité et, six mois plus tard, le diplôme de virtuosité. Elle fait partie des tournées Jean Bard où elle tient principalement des rôles de soubrettes, et joue dans Maison de poupée avec Ludmilla Pitoëff. En 1940, elle entre avec sa fille à la Comédie de Genève sous la direction de Maurice Jacquelin. Elles furent engagées à la saison durant toute la Seconde Guerre mondiale. Germaine rencontre alors l'acteur Georges Dimeray, qu'elle épouse en 1947, quatre ans après avoir divorcé.
Connaissant alors les difficultés financières, elle écrit sa première adaptation radiophonique : Tim Boum et Tata Boum, de T. Combe, très vite suivie de Tim Boum Grand garçon, qui furent diffusées en direct sur les ondes de Radio-Lausanne. Commence alors pour elle une activité dans ce domaine, parallèlement à sa carrière théâtrale. Cela allait des adaptations de romans policiers (Exbrayat, Steeman, Ransome et Gardner, etc., avec une exclusivité pour les romans d'Agatha Christie) pour les émissions du lundi soir Énigmes et Aventures, aux romans pour la jeunesse (Heidi, de Johanna Spyri, Le Merveilleux Voyage de Nils Holgersson à travers la Suède de Selma Lagerlöf, Histoire d'un Casse-Noisette d'Alexandre Dumas, etc.), en passant par les émissions théâtrales (George Sand, Guy de Maupassant, Honoré de Balzac, Émile Zola, etc.). Elle met en ondes en une heure Les Travailleurs de la mer de Victor Hugo. Le Petit Prince d'Antoine de Saint-Exupéry est déclaré meilleure émission de l'année 1952. Elle en crée un certain nombre également. Elle écrit aussi pour la scène : S.O.S. Terre, par exemple, monté au Théâtre Migros pour la jeunesse (1964), qu'elle adapte pour la radio et la télévision (1966).
Dès novembre 1941, Germaine troque le nom de Roll contre celui d'Épierre en souvenir d'un village de Maurienne. Outre la Comédie de Genève, elle joue en alternance au Théâtre de Carouge, au Nouveau Théâtre de Carouge, au Théâtre de Poche, au Casino-Théâtre, au Théâtre des Osses, au Théâtre des Années et au Grand-Théâtre de Genève (opérettes, rôles parlés). L'ayant remarquée dans le rôle d'Emma la contrebandière dans Maître Puntila et son valet Matti, Jean Dasté lui offre de l'engager pour vingt-cinq représentations à la Comédie de Saint-Étienne (1966). Refusant pour ne pas abandonner son vieux chien âgé de seize ans, elle perd l'occasion de se faire mieux connaître hors des frontières. Elle fait aussi du cabaret (Jean Michel à Lausanne, la Cave à Bob et Chez Vincent à Genève, etc.) avec les deux sketches inspirés de Jehan-Rictus qu'elle jouait avec Georges Dimeray (1952 à 1957). C'est grâce à celui-ci, selon elle, qu'elle est devenue une vraie comédienne.
Outre le théâtre et la radio, elle fit de nombreuses télévisions mais très peu de cinéma.
Victime d'une attaque cérébrale en 1985, qui la laissera avec une légère difficulté d'élocution, elle renonce au théâtre. Nommée présidente de l'Association Jean Marteau, elle contribua à ce que cet écrivain et journaliste à la Tribune de Genève ne soit pas oublié : buste érigé sur la place du même nom, publication de ses œuvres complètes chez Slatkine, assemblées générales de l'Association, et adaptations des romans interprétés par ses anciens camarades comédiens pour la partie récréative des Assemblées.
Germaine Épierre meurt le 20 avril 1997.

## Théâtre
Sous le nom de Germaine Roll

### Années 1937–1939
- 1937 : Il faut qu'une porte soit ouverte ou fermée, d'Alfred de Musset, avec Jean Bard, à Neuchâtel – la Marquise
- 1939 :
  - Maison de poupée, d'Ibsen, unique représentation à la mémoire de Georges Pitoëff, dans sa mise en scène et ses décors, avec Ludmilla Pitoëff, Sacha Pitoëff, Jean Bard et Jean Hort, Grand-Théâtre de Genève + tournée, puis Salle Communale de Plainpalais, Genève
  - Abraham sacrifiant, tragédie de Théodore de Bèze, mise en scène Jean Bard, Salle de la Réformation à Genève – l'Ange

### Années 1940–1949
- 1940 :
  - Quatre parmi les autres, de Charlie Gerval et Alfred Penay, Casino-Théâtre, Genève – en remplacement de Lucie Avenay
  - Le Malade imaginaire, de Molière, par le Conservatoire et la Compagnie Jean Bard, Grand-Théâtre de Genève, avec Sacha Pitoëff – Toinette
  - À quoi rêvent les jeunes filles, d'Alfred de Musset, (Gala Musset), Comédie de Genève
- 1941 :
  - La Belle aventure, de Robert de Flers, Gaston Arman de Caillavet et Étienne Rey, mise en scène Maurice Jacquelin, Comédie de Genève
  - Aimons la Vie, des Frères Quintero, adapt. fr. Gustave Kockert, mise en scène Maurice Jacquelin, Comédie de Genève – la Centenaire
  - Le Malade imaginaire, de Molière, mise en scène Maurice Jacquelin, Comédie de Genève – Béline
  - Le Cid, de Pierre Corneille, Comédie de Genève – Elvire, gouvernante de Chimène

Puis, sous le nom de Germaine Épierre :
- - Deburau, de Sacha Guitry, mise en scène Maurice Jacquelin, Comédie de Genève – Jane Bertini
- 1942 :
  - Le Chat botté, de Camylle Hornung, d'après Charles Perrault, Comédie de Genève – la Chienne
  - Le Cirque Valajoie, de Paul Charmont, Comédie de Genève – la Gitane
  - Le Bourgeois gentilhomme, de Molière, mise en scène Édouard Vierne, Comédie de Genève – Nicole
  - Le Médecin malgré lui, de Molière, (Gala Molière), Comédie de Genève – Jacqueline, nourrice chez Géronte et femme de Lucas
  - Tartuffe, de Molière, mise en scène Édouard Vierne, Comédie de Genève – Dorine
- 1943 :
  - La Comtesse d'Escarbagnas, un acte, de Molière, (Gala Molière), mise en scène Maurice Jacquelin, Comédie de Genève – Andrée
  - Noces de Sang , de Federico Garcia Lorca, mise en scène Maurice Jacquelin, Comédie de Genève – la Mort
- 1944 :
  - Les Nouveaux du 6ème étage, d'Alfred Gehri, mise en scène Jean Hort, Casino-Théâtre, Genève – une prostituée
  - Le Menteur, de Pierre Corneille, Comédie de Genève
  - Monsieur de Pourceaugnac, de Molière, mise en scène Maurice Jacquelin, Galas du Grand-Théâtre de Genève – Lucette
  - Madame Bovary, de Gustave Flaubert, adapt. Gaston Baty, mise en scène Maurice Jacquelin, Comédie de Genève – une Nonne
  - Père, d'Édouard Bourdet, Comédie de Genève – Rose
  - Jean de la Lune, de Marcel Achard, mise en scène Maurice Jacquelin, Comédie de Genève – Étiennette
  - Électre, de Jean Giraudoux, mise en scène Maurice Jacquelin, Comédie de Genève – Narsès (avec Eléonore Hirt et Gérard Oury)
- 1945 :
  - Retour par Dunkerque, de Jacques Chabannes, mise en scène Maurice Jacquelin, Comédie de Genève – Flora
  - La Fleur d'oranger, d'André Birabeau et Georges Dolley, mise en scène Maurice Jacquelin, Comédie de Genève – Tahiti la négresse
  - Le Feu de Satan, d'Henri Mugnier, création, mise en scène Maurice Jacquelin, Comédie de Genève – la Gouvernante
  - Cantique des cantiques, de Jean Giraudoux, création à Genève, précédé de : À-propos « Molière chez Tony Bell », de Ruy Blag, Gala des mains tendues org. par Radio-Genève pour le Don Suisse, Grand-Théâtre de Genève
  - Ris donc, Palace, revue de Ruy Blag, mise en scène William Jacques, Théâtre de 9 Heures à l'Hôtel Beau-Rivage, Genève – Sarah Bernhard, la Censure
  - Margot, d'Édouard Bourdet, mise en scène Maurice Jacquelin, Comédie de Genève – Jeanne d'Albret
- 1946 :
  - Le Mari de la débutante, d'Henri Meilhac et Ludovic Halévy, mise en scène Maurice Jacquelin, Comédie de Genève
  - L'Assemblée des femmes, d'Aristophane, Comédie de Genève – Stratyllis
  - On ne badine pas avec l'amour, d'Alfred de Musset, Comédie de Genève – Dame Pluche
  - Un petit Ange de rien du tout, de Cl.-A. Pujet, Comédie de Genève – la Femme de ménage
  - Tartuffe, de Molière, Comédie de Genève et tournée – Dorine
  - Un Jour bénéfique, d'Alfred Gehri, Casino-Théâtre de Morges et tournée en Suisse – fille des Commandeur
  - Bichon, de Jean de Létraz, mise en scène Armand Bernard, Comédie de Genève
- 1947 :
  - Roméo et Juliette, de William Shakespeare, adapt. nouvelle de Daniel Anet, mise en scène Maurice Varny, Comédie de Genève – la Nourrice
  - Le Locataire du 3ème sur la cour, de Jerome K. Jerome, Comédie de Genève
  - La Surprise de l'amour, de Marivaux, mise en scène Maurice Jacquelin, Comédie de Genève – Jacqueline
  - Andrommaque, de Jean Racine, Ancienne Résidence du Consul de France, org. Alfred Penay – une Confidente (avec Jeanne Provost)
- 1949 :
  - Chacun sa vérité, de Luigi Pirandello, mise en scène Abel Jacquin, Comédie de Genève – Madame Cini
  - L'Heure éblouissante, d'Anna Bonacci, mise en scène Maurice Jacquelin, Comédie de Genève
  - Le Train fantôme, d'Arnold Ridley, adapt. Henry d'Erlanger, Les Comédiens Associés, Théâtre de la Cour Saint-Pierre, Genève – Julia Price

### Années 1950–1959
- 1950 :
  - La Paix, d'Aristophane, adapt. François Porché, dir. Georges Dimeray et Paul Herbier, assist. mise en scène Germaine Épierre, Les Comédiens Associés, Théâtre de la Cour Saint-Pierre, Genève
  - Le Malade imaginaire, de Molière, mise en scène Alfred Penay, Les Comédiens Professionnels, Théâtre de la Cour Saint-Pierre – Toinette
  - Le Menteur, de Pierre Corneille, mise en scène André Talmès, Comédie de Genève
  - Mam'zelle Nitouche, d'Henri Meilhac et Albert Millaud, Grand-Théâtre de Genève – Corinne
- 1951 :
  - Le Florentin, de La Fontaine, Comédie de Genève
  - Les Vivants, d'Henri Troyat, Comédie de Genève – Sidonie, la Centenaire
  - Les Folies Amoureuses, de Jean-François Regnard, Comédie de Genève et Lausanne
  - Le Rendez-vous de Senlis, de Jean Anouilh, Comédie de Genève et Neuchâtel
- 1952 :
  - Les Deux Madame Carrol, de Marguerite Veiller, Comédie de Genève
  - Deux Sans z'un en 1900 : Merde Vlà l'hiver !, de Germaine Épierre (sous le nom de Germaine Gostkowska), d'après Jehan-Rictus, Cabaret Jean Michel à Lausanne – Misolette, la gigolette
- 1953-1957 : Merle ! V'là l'printemps, de Germaine Épierre, d'après Jehan-Rictus, Cabaret Jean Michel à Lausanne, Port Gitana à Genève, cabarets divers en Suisse romande – Misolette, la gigolette
- 1954 : La Cinquantaine, de Georges Courteline, cabarets divers, Casino d'Annecy, Salle communale de Plainpalais à Genève, Renens, etc.
- 1955 : Les Derniers du 6ème étage, d'Alfred Gehri, mise en scène Jean Hort, tournée et Casino-Théâtre (Fradel), Genève
- 1956 : La Folle de Chaillot, de Jean Giraudoux, Comédie de Genève
- 1957 : Noces de Sang, de Federico Garcia Lorca, Comédie de Genève
- 1958 :
  - Il était une petite gare, Comédie de Genève
  - Le Bossu, de Paul Féval, adapt. Jacques Béranger, mise en scène Charles Gantillon, Grand-Théâtre de Genève, Théâtre des Célestins à Lyon
- 1959 :
  - Cnémon le Misanthrope, adapt. Louis Gaulis, École Internationale de Genève, avec François Simon – une vieille gâteuse
  - Don Juan ou l'Amour de la géométrie, de Max Frisch, mise en scène Philippe Mentha, Troupe du Théâtre de Carouge à la Comédie de Genève – La Célestina
  - Le Cercle de Craie caucasien, de Bertolt Brecht, Théâtre de Poche
  - Turcaret, d'Alain René Lesage, dir. Maurice Jacquelin, Comédie de Genève – Madame Turcaret

### Années 1960–1969
- 1960 : Les Caprices de Marianne, d'Alfred de Musset, Comédie de Genève, Cour du Résident de France – Ciuta
- 1961 :
  - Richard III, de William Shakespeare, mise en scène François Simon, Théâtre de Carouge, Comédie de Genève (en collaboration) – la Reine Marguerite
  - Tovaritch, de Jacques Deval, Comédie de Genève
  - Les Caprices de Marianne, d'Alfred de Musset, Théâtre Municipal de Lausanne – Ciuta
- 1962 : Philippe et Jonas, d'Irwin Shaw, adapt. Marcel Duhamel, mise en scène William Jacques, Comédie de Genève
- 1963 :
  - Le Corsaire noir, de Maurice Yvain, opéra, Grand-Théâtre de Genève – 1. La Mère supérieure, 2. La Duègne
  - Thomas Moore ou l'Homme seul, de Robert Bolt, Comédie de Genève – une Femme
  - Cantique des cantiques, de Jean Giraudoux, Comédie de Genève
- 1963-1964 : Madame Sans-Gêne, de Victorien Sardou, mise en scène André Talmès, Grand-Théâtre de Genève, avec le soutien de la Comédie de Genève – La Roussotte (avec Sophie Desmarets)
- 1964 :
  - S.O.S. Terre !, de Germaine Épierre, création (pour la jeunesse), mise en scène Germaine Tournier, Théâtre-Club Migros, Genève, + Télévision romande et radio en épisodes
  - Le Sexe faible, d'Édouard Bourdet, Théâtre des Célestins à Lyon
  - Le Banquier sans visage, Chronique des Temps qui changent, de Walter Weideli, mise en scène Jean Vilar, Grand-Théâtre de Genève – la mère Cabri
  - X.K.Z.56, de Germaine Épierre, création (pour la jeunesse), mise en scène Germaine Tournier, Théâtre-Club Migros, Genève
  - Histoire d'un Casse-Noisette, d'Alexandre Dumas, création, adapt. Germaine Épierre, mise en scène Germaine Tournier, Théâtre de la Cour Saint-Pierre, Genève (patronage Migros) + radio
- 1965 :
  - Les Bas-fonds, de Maxime Gorki, trad. E. Helperine-Kaminsky, Vieux Théâtre de Carouge – Kvachnia (marchande ambulante de beignets)
  - Les Bagnards du Cosmos, de Germaine Épierre, création (pour la jeunesse), mise en scène Germaine Tournier, Théâtre-Club Migros à Genève
- 1965-1966 : Maître Puntila et son valet Matti, de Bertolt Brecht, Vieux Théâtre de Carouge et Lausanne – Emma la contrebandière
- 1966 :
  - Six Personnages en quête d'auteur, de Luigi Pirandello, mise en scène François Simon, Vieux Théâtre de Carouge, Comédie de Genève – Madame Pace
  - L'Orpailleur, de Jacques Aeschlimann, Comédie de Genève – L'Aubergiste
  - La Tulipe noire, d'Alexandre Dumas, Comédie de Genève
  - La Rose tatouée, de Tennessee Williams, Comédie de Genève, Théâtre Municipal de Lausanne, avec la créatrice au cinéma – la Sorcière
  - Le Héros et le Soldat, de Bernard Shaw, Théâtre de Carouge – Catherine Petkoff
- 1967 : Comme avant, mieux qu'avant, de Luigi Pirandello, adapt. Denise Lemaresquier, Comédie de Genève – tante Ernestine
- 1968 :
  - Turcaret, d'Alain René Lesage, dir. André Talmès, Comédie de Genève – Madame Turcaret
  - Thomas Moore ou l'Homme seul, de Robert Bolt, adapt. Pol Quentin, mise en scène William Jacques, Comédie de Genève, Théâtre des Célestins à Lyon, Théâtre Municipal à Lausanne
- 1968-1969 : Les Enfants d'Édouard, de Marc Gilbert Sauvageon, Comédie de Genève – Madame Douchemin
- 1969 :
  - Les Anabaptistes, de Friedrich Dürrenmatt, mise en scène Jorge Lavelli, Grand-Théâtre de Genève – Veronika van der Recke, abbesse
  - La Fête noire, de Jacques Audiberti, mise en scène Richard Vachoux, Théâtre de Poche (Cour de l'Hôtel-de-Ville)
  - La Maison de Bernarda Alba, de Federico Garcia Lorca, Comédie de Genève et tournée – La Poncia
  - La Cuisine des Anges, Comédie de Genève – Amélie Ducotel (avec Germaine Montero)

### Années 1970–1979
- 1970 : Le Curé de Saint-Amour, Casino-Théâtre, Genève
- 1971 : Le Mari ne compte pas, de Roger-Ferdinand, Casino-Théâtre, Genève
- 1971-1972 : N'y pensez plus… Mesdames !, de Jean Guitton, mise en scène Henri Lauriac, Casino-Théâtre, Genève – Mlle Solange (centenaire)
- 1972 : Un cas intéressant, de Dino Buzzati, adapt. Albert Camus, mise en scène Gérard Carrat, Comédie de Genève + Télévision romande – une Femme malade
- 1973 : La Fête noire, de Jacques Audiberti
- 1974 : Oncle Vania, d'Anton Tchekhov, mise en scène André Talmès et Richard Vachoux, Comédie de Genève – Marina, la vieille nounou
- 1975 :
  - Le Météore, de Friedrich Dürrenmatt, Comédie de Genève – Madame Nomson
  - Doña Rosita ou Le Langage des fleurs, de Federico Garcia Lorca, mise en scène Serge Minkoff, Comédie de Genève – la Nourrice
- 1977 : Les Trois Sœurs, d'Anton Tchekhov, mise en scène Hervé Loichemol, Nouveau Théâtre de Carouge – la Gouvernante
- 1979 : Les Amours de Don Perlimplín avec Belise en son jardin, de Federico Garcia Lorca, trad. André Bélamich, mise en scène Werner Strub et Alain Trétout, Nouveau Théâtre de Poche, Genève + retransmission en direct à la Télévision Romande – Marcolfe (gouvernante de Perlimplin)

### Années 1980–1985
- 1981 : Le Nouveau Menoza ou L'Histoire du prince Tandi, de Jakob Lenz, mise en scène Philippe Macasdar, Théâtre Antique de l'École Internationale, Théâtre des Arts, Genève – Anita (la nourrice)
- 1982 :
  - Medea, de Jean Vauthier, adapt. de la tragédie de Sénèque, création suisse, dir. Véronique Mermoud, mise en scène Gisèle Sallin, Théâtre des Osses à Fribourg, et spectacle en plein air au Bout-du-Monde (Stade de Vessy) à Genève – une des Choreutes
  - Lo Scex Que Plliau (Le Rocher qui pleure), d'Henri Debluë, mise en scène François Rochaix, 37e Septembre musical Montreux-Vevey (sous le Marché couvert) + diffusé en direct par la TV Romande et simultanément pour la Radio romande en stéréophonie – Berthe
  - L'Opéra de quat'sous, de Bertolt Brecht, texte fr. Jean-Claude Hemery, mise en scène Armen Godel, Théâtre de Carouge, Atelier de Genève – Madame Vixen
- 1983-1984 : La Veuve joyeuse, opérette de Franz Lehar, mise en scène Jérôme Savary, Grand-Théâtre de Genève, dix représentations dont trois télévisées – Olga, épouse de Kromski
- 1985 : Guillaume Tell, de Friedrich Schiller, mise en scène Jean-Charles Simon, Théâtre de Carouge - a dû être remplacée à la suite d'une attaque cérébrale

## Télévision romande[2]

### Années 1956–1959
- 1956 : Bichon, de Jean de Létraz, en direct
- 1957 : Simple police

### Années 1960–1969
- 1961 : Les Caprices de Marianne, d'Alfred de Musset, réalisateur Jean-Claude Diserens, retransmission de la Comédie de Genève – Ciuta
- 1966 :
  - Merveilleuses Aventures du prince Cocolet, de Germaine Épierre, d'après le roman de Mme Hautesource, sept épisodes pour le 5 à 6 des Jeunes, réalisatrice Evelyne Bovard
  - Simple police : Quand les concierges crient, série télévisée de Samuel Chevallier, réalisateur André Béart – Mme Yergotte
  - S.O.S. Terre !, de Germaine Épierre, feuilleton de science-fiction en huit épisodes pour le 5 à 6 des Jeunes, réalisateur Roger Gillioz
- 1967 : Spectacle d'un soir : Gillian, de Ronald Millar et Nigel Balchin
- 1968 : Alice où es-tu ?

### Années 1970–1979
- 1971 :
  - Simple police : Un temps de chien
  - Des Semaines qui comptent, une évocation de la Commune, texte de Jacques Senger dit par Germaine Épierre et Michel Cassagne, réalisateur Robert Rudin, coproduction Cycle d'Orientation-Télévision Romande
- 1972 :
  - L'Inconnue du vol 141
  - Les dernières volontés de Richard Lagrange, participation à un épisode
- 1973 :
  - Le Temps de vivre, le temps d'aimer, mini-séries, participation à sept épisodes – la Femme de ménage
  - Un cas intéressant, de Dino Buzzati, retransmission de la Comédie de Genève – une Femme malade
- 1974 :
  - La Tartine du côté beurré, de Claude Chenou, fiction, réalisateur Christian Liardet
  - Simple Police : Un Temps de chien
- 1976 :
  - Ptákovina, de Milan Kundera
  - Les dernières volontés de Richard Lagrange, participation à deux épisodes
- 1979 : Les Amours de Don Perlimplin avec Bélise en son jardin, de Federico García Lorca, mise en scène Werner Strub et Alain Trétout, retransmission en direct du Nouveau Théâtre de Poche, Genève – Marcolfe (gouvernante de Perlimplin)

### Années 1980–1984
- 1982 :
  - Téléjournal – « Énigmes et Aventures » fête ses 35 ans, extraits de pièces
  - Lo Scex Que Plliau (Le Rocher qui pleure), d'Henri Debluë, mise en scène François Rochaix, 37e Septembre musical Montreux-Vevey, diffusé en direct par la Télévision Romande – Berthe
  - Dimanche soir – 1915-1918, Les Années vaudoises Ramuz/Stravinsky, Le hasard qui les rapprocha les sépara ensuite…, réalisateur Jean Bovon – la Patronne du bazar
- 1983 : La Veuve joyeuse, opérette, de Franz Lehár, mise en scène Jérôme Savary, Grand-Théâtre de Genève, trois représentations télévisées, réalisateur Roger Gillioz – Olga, épouse de Kromski
- 1984 : Le Temps de vivre, le temps d'aimer, participation à un épisode

## Cinéma
- 1944 : Un Soldat disparut, de Franz Schnyder (pour le CICR)
- 1971 : La Salamandre, d'Alain Tanner et John Berger, réalisateur Alain Tanner, avec Bulle Ogier et Jean-Luc Bideau